# Prosymna janii
Prosymna janii är en ormart som beskrevs av Bianconi 1862. Prosymna janii ingår i släktet Prosymna och familjen snokar. IUCN kategoriserar arten globalt som livskraftig. Inga underarter finns listade i Catalogue of Life.
Arten förekommer i östra Sydafrika, östra Swaziland och södra Moçambique. Den lever även på några tillhörande små öar. Habitatet utgörs av skogar och gräsmarker. Prosymna janii äter främst ägg från geckor. Honor lägger själv ägg.